# Parque nacional Padjelanta
Padjelanta (sueco: Padjelanta nationalpark) es un parque nacional en el condado de Norrbotten en el norte de Suecia. Establecido en 1963, es el parque nacional más grande de Suecia con un área de 1.984 km² (766 millas cuadradas), y parte de Laponia, Patrimonio de la Humanidad de la UNESCO, establecido en 1996.

## Etimología y presencia del pueblo Sami
El nombre del parque  deriva de la palabra Badjelánnda del Sami de Lule, que se traduce como tierra alta: una descripción directa de la región. Hoy en día, los tres pueblos sami Duorbun, Jåhkågasska y Sirges dejan pastar a sus renos en Padjelanta en el verano, utilizando los asentamientos tradicionales de Stáloluokta, Árasluokta y Sállohávrre.

## Naturaleza
El parque, que limita con Noruega en el oeste, está compuesto principalmente por una gran meseta alrededor de los dos lagos inusualmente grandes Vastenjávrre y Virihávrre, el último de los cuales se conoce como "el lago más hermoso de Suecia". En consecuencia, el paisaje es bastante plano y abierto, especialmente en comparación con el Parque nacional de Sarek en su frontera oriental, y se compone principalmente de colinas.

### Plantas
La mayor parte del parque se encuentra por encima de la línea de árboles; lo que significa que pocas especies de árboles pueden sobrevivir al duro clima del parque. La exposición de los fuertes vientos y los fríos inviernos ha hecho que el único árbol que puede existir en cualquier número relevante sea el pequeño y robusto Betula pubescens subsp. tortuosa (abedul de montaña). Estos forman un pequeño bosque (1,400 ha (3,500 acres)) en la zona noreste del parque. Sin embargo, la diversidad de la flora es extremadamente alta: se han catalogado más de 400 especies de plantas inferiores (talofitas) en la zona, que según los informes es un récord en las colinas suecas (tierras altas). Esto se debe a su posición occidental y al lecho rocoso rico en roca madre. Algunas de estas especies, como Arenaria humifusa y Gentiana aurea, solo pueden encontrarse en las regiones taladas y Potentilla robbinsiana es una planta que, en Europa, solo se ha encontrado en Padjelanta.

### Animales
Padjelelanta alberga una cantidad muy limitada de mamíferos, con una baja variedad de especies diferentes y que tienen poblaciones pequeñas. Los mamíferos que existen son principalmente lemmings y renos, así como los depredadores que se alimentan de ellos; en este caso, el glotón y el zorro ártico, respectivamente, ambos residentes permanentes en el parque.
Sin embargo, la vida de las aves de Padjelanta es muy rica y muestra la mayoría de las especies asociadas con la montaña sueca que  en las regiones de los lagos. Las especies más típicas en el páramo son el chorlito dorado europeo, el bisbita del prado y la collalba norteña, pero la perdiz blanca de roca, el chorlitejo eurasiático y el zarapito trinador también son bastante comunes.
En y alrededor de los lagos son abundantes las Anátidas, como el pato de cola larga, el cerceta común y el zampullín común, así como muchas aves zancudas, que incluyen el falaropo picofino y el archibebe común.
El bosque del noreste es también el hogar de una gran variedad de especies y contiene una gran cantidad de  pardillo sizerín, la curruca del sauce,  escribano lapón, pechiazul y el zorzal alirrojo.
El parque también contiene una gran cantidad de peces, Vastenjávrre y Virihávrre están especialmente densamente poblados.

## Historia
Padjelanta, debido a sus prados florecientes y lagos llenos de peces ha sido durante mucho tiempo atractivo para los humanos y el parque ha estado habitado desde la Edad de Piedra (una evidencia de esto son los muchos fosos de trampas que datan de este período de tiempo ) Incluso hoy los lagos se utilizan para la pesca de los pueblos sami. Desde el nacimiento de la ciencia moderna, el área también ha sido interesante para los científicos, principalmente para estudiar su flora, fauna y geología.

## Turismo
Hay una conocida ruta de senderismo llamada Padjelantaleden (Padjelanta Trail) que se extiende entre Kvikkjokk en el sureste y Vaisaluokta o Änonjalme debajo de Áhkká en el norte, y tiene unos 160 km de longitud. Todos estos puntos finales se encuentran fuera de los límites del parque, lo que significa que los excursionistas deben viajar al menos un día antes de entrar en Padjelanta, pero en el verano también hay recorridos regulares en helicóptero entre Kvikkjokk, Stáloluokta y Ritsem.
A lo largo de este camino hay una serie de sitios de cabañas que ofrecen alojamiento para los visitantes. Originalmente, los edificios turísticos dentro del propio parque fueron gestionados por la Agencia de Protección Ambiental de Suecia, pero desde entonces han pasado al cuidado de los pueblos Sami antes mencionados, bajo el nombre de Badjelánnda Laponia Turism (BLT). Las otras cabañas en el camino son mantenidas por la Asociación de Turismo de Suecia (STF). En Stáloluokta hay una sauna, y durante la temporada turística, los visitantes también pueden comprar provisiones allí.
Hay que tener en cuenta que Padjelantaleden es un sendero de verano, por lo que no hay marcas visibles cuando la tierra está cubierta de nieve. Tampoco las cabañas están ocupadas en invierno, pero siempre hay al menos una habitación abierta en todos los sitios de las cabaña.
Otra ruta de senderismo llamada Nordkalottruta también pasa por el parque, aunque su camino es el mismo que el de Padjelantaleden la mayor parte del camino.
Otro punto de interés es que el centro sueco de inaccesibilidad (es decir, el punto donde uno se encuentra a una distancia máxima de la civilización) se encuentra en Padjelanta. Se informa que en la bahía sureste del lago Rissájávrre, cerca de la frontera de Sarek, el punto está aproximadamente a 47 km (29 millas) en cualquier dirección a la carretera más cercana. El aislamiento de este lugar es, sin embargo, en parte una ilusión, ya que el muy transitado Padjelantaleden y específicamente el sitio de la casa de Tuottar están en realidad a menos de 5 km (3,1 millas).